# 복주여자중학교
복주여자중학교(福州女子中學校)는 대한민국 경상북도 안동시 당북동에 있는 공립 중학교이다.

## 학교 연혁
- 1981년 12월 8일 : 복주여자중학교 18학급 설립인가
- 1982년 3월 1일 : 성창여고에서 개교
- 1983년 10월 13일 : 안기천로(당북동) 현위치로 이전
- 1992년 2월 28일 : 본관 3층 21개 교실 및 숙직실 개축 준공
- 2012년 7월 10일 : 별관건물 교실 4개 증축
- 2018년 1월 31일 : 도서관 리모델링
- 2018년 12월 3일 : 학교 운동장 잔디 조성
- 2022년 9월 1일 : 제20대 심훈섭 교장 취임
- 2023년 1월 5일 : 제39회 졸업식 155명 졸업(졸업생 총 11,334명)
- 2023년 3월 2일 : 제42회 입학식 153명 입학

## 참고 자료
- 복주여자중학교 - 한국교육학술정보원 학교알리미